# Мола, Альдо
Альдо Алессандро Мола (итал. Aldo Alessandro Mola; р. 17 апреля 1943 года, Кунео) — итальянский историк и писатель.

## Биография
Альдо Алессандро Мола родился в 1943 году в Кунео. С 1977 по 1998 год был директором нескольких средних школ. В 1980 году он получил золотую медаль «За заслуги в области образования, культуры и искусства». Он является профессором современной истории в университете Милана, а с 1986 года — директором «Центра истории масонства». С 1992 года возглавляет кафедру «Пьера-Теодора Верхагена» в Свободном университете Брюсселя. Также занимает посты директора «Европейского центра Джованни Джолитти», председателя Кунейского «Института истории итальянского Рисорджименто» и «Ассоциации исследований», председателя «Исследовательского центра Марио Паннунцио» в Александрии.
Мола является критическим обозревателем газеты «Il Giornale del Piemonte», которую возглавляет Фульвио Бастерис, и главным координатором редакции «Итальянского парламента 1861—1992». Был организатором ряда конференций, учебных курсов, особенно проводимых Министерством обороны Италии, посвящённых Гарибальди, генералу-освободителю, в 1982 году, а также организовывал циклы лекций по истории итальянских вооружённых сил и Освободительной войны. Руководитель работ по истории для различных издательств, с 1967 года автор нескольких эссе. В 2004 году он получил от премьер-министра премию по культуре.
Является президентом Совета сенаторов королевства (Consulta dei senatori del Regno) — итальянской монархистской организации, провозглашающей себя преемником Сената Королевства Италия.

## Труды
- Storia della massoneria — Bompiani.
- 1882-1912: fare gli italiani — Società Editrice Internazionale.
- Saluzzo. Un’antica capitale — Newton Compton Editori.
- Garibaldi vivo. Antologia critica degli scritti con documenti inediti — Mazzotta — 1982.
- Per una scuola che funzioni. Dal mito delle riforme alla ricerca dell’efficacia — Armando Curcio Editore — 1990.
- Storia della massoneria dalle origini ai nostri giorni — Bompiani — 1994.
- Passando a nord-ovest — Bastogi Editrice Italiana — 1996.
- Umberto II di Savoia — Giunti Editore — 1996.
- La costanza di un liberale: Antonio Salandra dalla presidenza del governo alla morte — Lacaita — 1996.
- Antonio Jerocades nella cultura del Settecento — Falzea — 1998.
- Corda fratres. Storia di una associazione internazionale studentesca nell’età dei grandi conflitti (1898—1948) — CLUEB — 1999.
- Geografia e storia dell’idea di libertà 1799—1999 — Falzea — 2000.
- La svolta di Giolitti: dalla reazione di fine ottocento al culmine dell’età liberale — Bastogi Editrice Italiana — 2000.
- Storia della massoneria italiana — Bompiani — 2001.
- Storia di Cuneo 1700—2000 — L’Artistica Editrice — 2001.
- Storia di Bra, dalla rivoluzione francese al terzo millennio — L’Artistica Editrice — 2002.
- Storia della monarchia in Italia — Bompiani — 2002.
- Giolitti. Lo statista della nuova Italia — Arnoldo Mondadori Editore — 2003.
- Giovanni Giolitti. Fare gli italiani — Edizioni del Capricorno — 2005.
- Silvio Pellico. Carbonaro, cristiano e profeta della nuova Europa — Bompiani — 2005.
- Declino e crollo della monarchia in Italia. I Savoia al referendum del 2 giugno 1946 — Arnoldo Mondadori Editore — 2006.
- Giosuè Carducci. Scrittore, politico, massone — Bompiani — 2006.
- Torna Garibaldi — Bompiani — 2007.
- Gelli e la P2. Fra cronaca e storia — Bastogi Editrice Italiana — 2008.
- Italia un Paese speciale. Storia del Risorgimento e dell’Unità, (quattro volumi), Edizioni del Capricorno, Torino, 2011
- Massoneria, Giunti Editore, Firenze, 2012
- Mussolini a pieni voti? Da Facta al Duce. Inediti sulla crisi del 1922, Edizioni del Capricorno, Torino, 2012
- 1914-1915. Il liberalismo italiano alla prova. L’anno delle scelte, Consiglio Regionale del Piemonte, Torino, 2014
- Il Referendum Monarchia-Repubblica del 2-3 giugno 1946. Come andò davvero?, Roma, BastogiLibri, 2016.

## Награды
- Золотая медаль за заслуги в области образования, культуры и искусства[3].